# Melittia aurociliata
Melittia aurociliata là một loài bướm đêm thuộc họ Sesiidae. Loài này có ở Namibia.